# Neogen
| Perioada Neogen Acum 23.03–2.58 milioane de ani PreЄ Є O S D C P T J K Pg N |                                           |
| Conținut mediu de O2 atmosferic pe durata perioadei                         | c. 21.5 vol % (108 % din nivelul modern)  |
| Conținut mediu de CO2 atmosferic pe durata perioadei                        | c. 280 ppm (1 ori nivelul preindustrial)  |
| Temperatura medie a suprafeței pe durata perioadei                          | c. 14 °C (0 °C deasupra nivelului modern) |

Neogenul este o perioadă geologică care începe acum 23,03 milioane de ani și se termină acum 2,588 milioane ani. Neogenul urmează Paleogenului din era numită Cenozoic.
Potrivit recomandărilor International Commission on Stratigraphy (Comisia Internațională de Stratigrafie, ICS), neogenul se împarte în Miocen și Pliocen.
Sistemul neogen (tolerat: sistemul terțiar superior) este compus din straturi geologice care au luat naștere pe parcursul perioadei neogene.